# Spansk lökgroda
Spansk lökgroda (Pelobates cultripes) är en art i familjen Pelobatidae som tillhör ordningen stjärtlösa groddjur.

## Utseende
Paddliknande groda med hela ovansidan av kroppen betäckt med glesa vårtor. Färgen är ovan grå, brunaktig eller grönbrun, marmorerad med mörkare fläckar. Buken är ljusare, ofta spräcklig. Ögonen vetter åt sidorna och har vertikal, springformad pupill. Den blir upp till 10 cm lång.

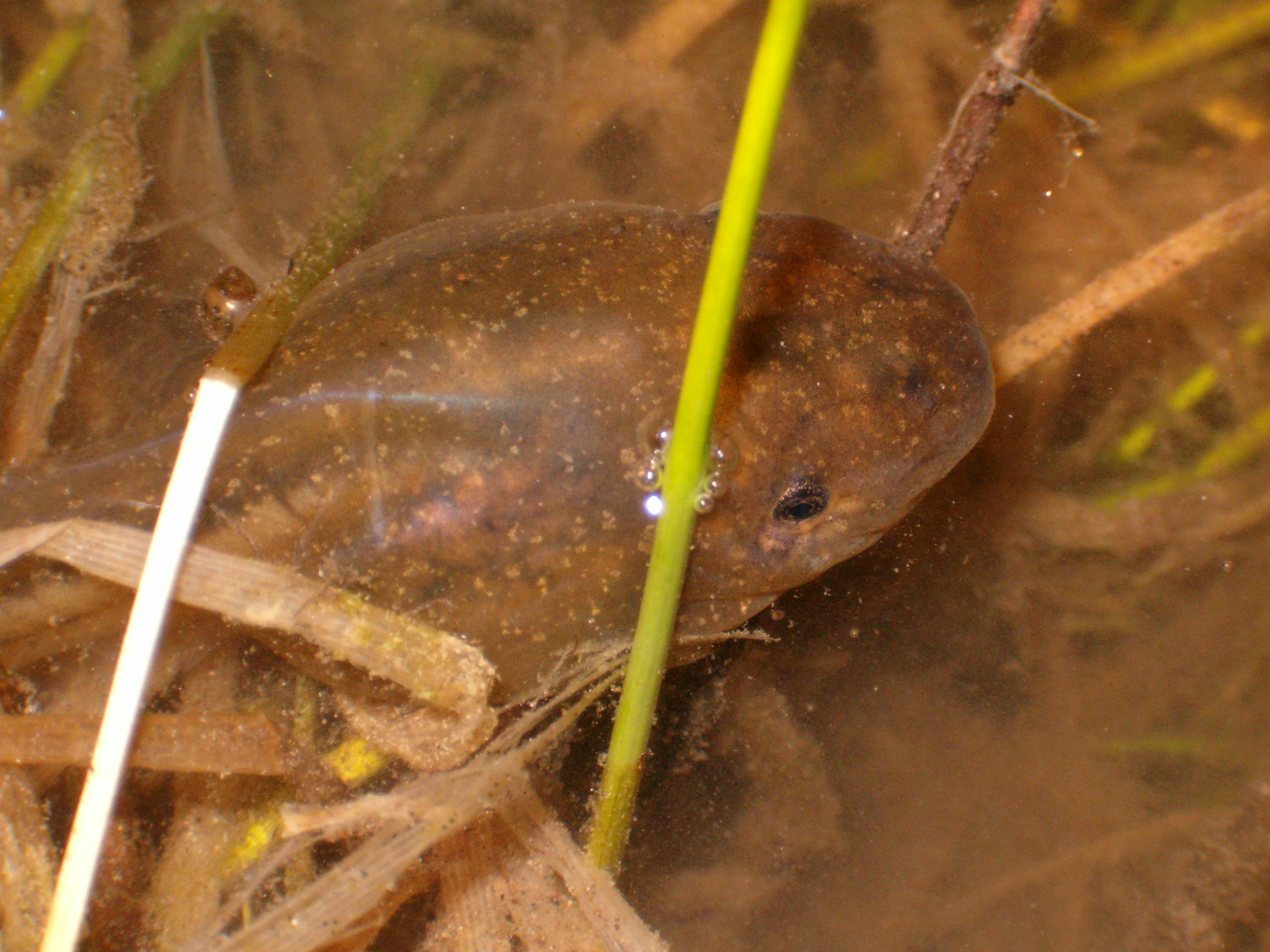
Yngel av spansk lökgroda

## Utbredning
Den spanska lökgrodan finns på större delen av den Iberiska halvön utom längst i norr. Den finns också i södra Frankrike och i isolerade populationer längre norrut. Den är utrotad på Gibraltar.

## Vanor
Då grodan gärna gräver ner sig föredrar den sand och andra mjuka jordar, som dyner, ekskogar, buskage och odlade jordar. Den är inte främmande för att söka sig nära mänsklig bebyggelse. Den spanska lökgrodan kan uppträda relativt långt från vattensamlingar.
Den förekommer från havsytan upp till 1 770 m, de högsta nivåerna i Spanien.
Den är inaktiv under den kallaste och hetaste tiden (januari respektive juli till september).

## Parning
Den spanska lökgrodan leker i februari till april. Amplexus (hanens omklamrande av honan i samband med leken) sker strax framför bakbenen. Den kan undantagsvis yngla i brackvatten.
Äggen läggs i långa band, slingrade kring stjälkarna på vattenväxter.